# 니시오지산조역
니시오지산조역(일본어: 西大路三条駅, にしおおじさんじょうえき)은 일본 교토부 교토시 우쿄구에 있는 게이후쿠 전기 철도 아라시야마 본선의 역이다. 역 번호는 A3이다.

## 역사
개통 시의 역명은 산조구치역(일본어: 三条口駅, さんじょうぐちえき)이다. 이는 지역명, 동명이 아닌 과거 도요토미 히데요시에 의한 미사 도이가 조성되었을 때, 산조오지(현재의 산조도리)와 미사 도이가 교차하는 현지에 마련된 미사 도이를 가로지르기 위한 출입구인 "산조도리구치"에서 유래한다.
- 1910년 3월 25일: 아라시야마 전차 궤도의 산조구치역으로 영업 개시.
- 1918년 4월 2일: 회사 합병에 의한 교토 전등이 운영하는 아라시야마 전철역이 됨.
- 1942년 3월 2일: 노선 양도로 인한 게이후쿠 전기 철도의 역이 됨.
- 2007년 3월 19일: 니시오지산조역으로 역명 변경.

## 역 구조
상행선(시조오미야 역 방면)은 노면 전차 정류장(안전 지대), 하행선은 단선 승강장의 니시오지도리를 끼고 지도리식 배치이다. 상행선 정류장에는 신호등이 없는 횡단 보도로 산조도리 북쪽의 보도, 하행선 승강장은 서쪽 끝의 계단에서 니시오지도리 동쪽 보도와 연결된다.

### 승강장
| 1 | ■ 아라시야마 본선(하행) | 가타비라노쓰지・아라시야마 방면 |
| 2 | ■ 아라시야마 본선(상행) | 시조오미야 방면                 |

## 역 주변
- 교토 시립 사이쿄 고등학교
- 교토 료요 고등학교
- 시마즈 제작소
- 교토 산조구치 우체국
- 니시오지도리
- 산조도리(교토 부도 112호 니조 정거장 아라시야마 선)
- 교토 시영 지하철 도자이 선 니시오지오이케역 - 북쪽으로 약 400m.

## 사진

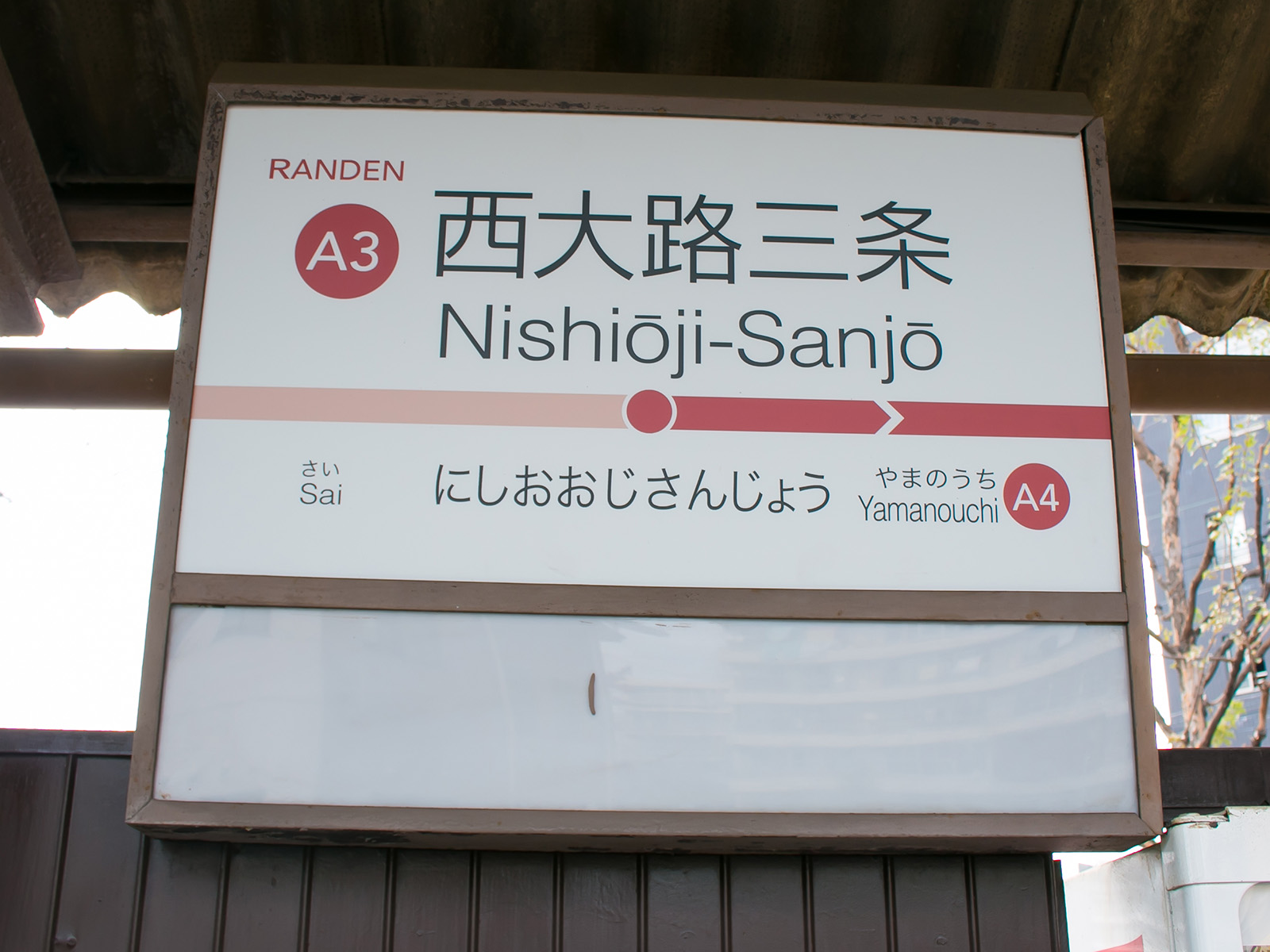
역명판

## 인접역
| 게이후쿠 전기 철도 ■ 아라시야마 본선 | 게이후쿠 전기 철도 ■ 아라시야마 본선 | 게이후쿠 전기 철도 ■ 아라시야마 본선 |
| ------------------------------------ | ------------------------------------ | ------------------------------------ |
| A2 사이 시조오미야 방면              |                                      | 야마노우치 A4 아라시야마 방면        |